# Albaner
Albaner (albanisch Shqiptarët) sind eine Ethnie, deren Angehörige insbesondere im westlichen Teil der Balkanhalbinsel leben und das zu den indogermanischen Sprachen gehörige Albanisch sprechen. Das geschlossene Siedlungsgebiet der Albaner umfasst Albanien, den Kosovo sowie weite Teile des westlichen und nordwestlichen Nordmazedoniens. Darüber hinaus existieren kleinere autochthone albanische Siedlungsräume in den angrenzenden Ländern Montenegro, Serbien und Griechenland.
Auf dem Balkan leben knapp sechs Millionen Albaner. In Albanien und im Kosovo sind sie mit einem Bevölkerungsanteil von jeweils deutlich über 90 Prozent die dominierende Nation. Die Albaner in Nordmazedonien bilden mit etwa 25 Prozent der Bevölkerung die größte Minderheit in diesem Land. Mit 0,82 Prozent sind die Albaner in Serbien und in Montenegro hingegen eine kleine Minderheit. Viele Auswanderer oder ihre Nachkommen leben in der Diaspora. Große albanische Gemeinden gibt es vor allem in den west- und mitteleuropäischen Staaten, in den Vereinigten Staaten und in der Türkei.
Albaner gehören traditionell verschiedenen Glaubensrichtungen an. Die Mehrheit bekennt sich zum sunnitischen Islam, gefolgt mit weitem Abstand von der römisch-katholischen und orthodoxen Kirche sowie dem Bektaschi-Orden.
1912 erlangte die Republik Albanien die Unabhängigkeit vom Osmanischen Reich. Fast die Hälfte der Albaner lebt seitdem jenseits der Grenzen dieses Nationalstaats, da die damaligen Großmächte nicht auf die Forderungen der albanischen Delegation eingingen. Durch die geringe Übereinstimmung des albanischen Siedlungsgebietes mit dem Territorium Albaniens gab und gibt es besonders mit den Serben und Mazedoniern ethnische Spannungen oder offene Konflikte. Dies führte in der jüngsten Vergangenheit zum Kosovokrieg im Jahr 1999 und zur Ausrufung eines unabhängigen Staates Kosovo im Jahr 2008, der de facto ein zweiter albanischer Nationalstaat ist. In Mazedonien wurde im Jahr 2001 nach den bürgerkriegsähnlichen Zuständen das Rahmenabkommen von Ohrid unterzeichnet, welches mehr Rechte für die Albaner in Mazedonien sicherstellen soll.
Im rechtlichen Sinn gelten auch sämtliche Staatsangehörige Albaniens als Albaner, unabhängig von einer abweichenden ethnischen Zugehörigkeit.

## Volksbezeichnungen

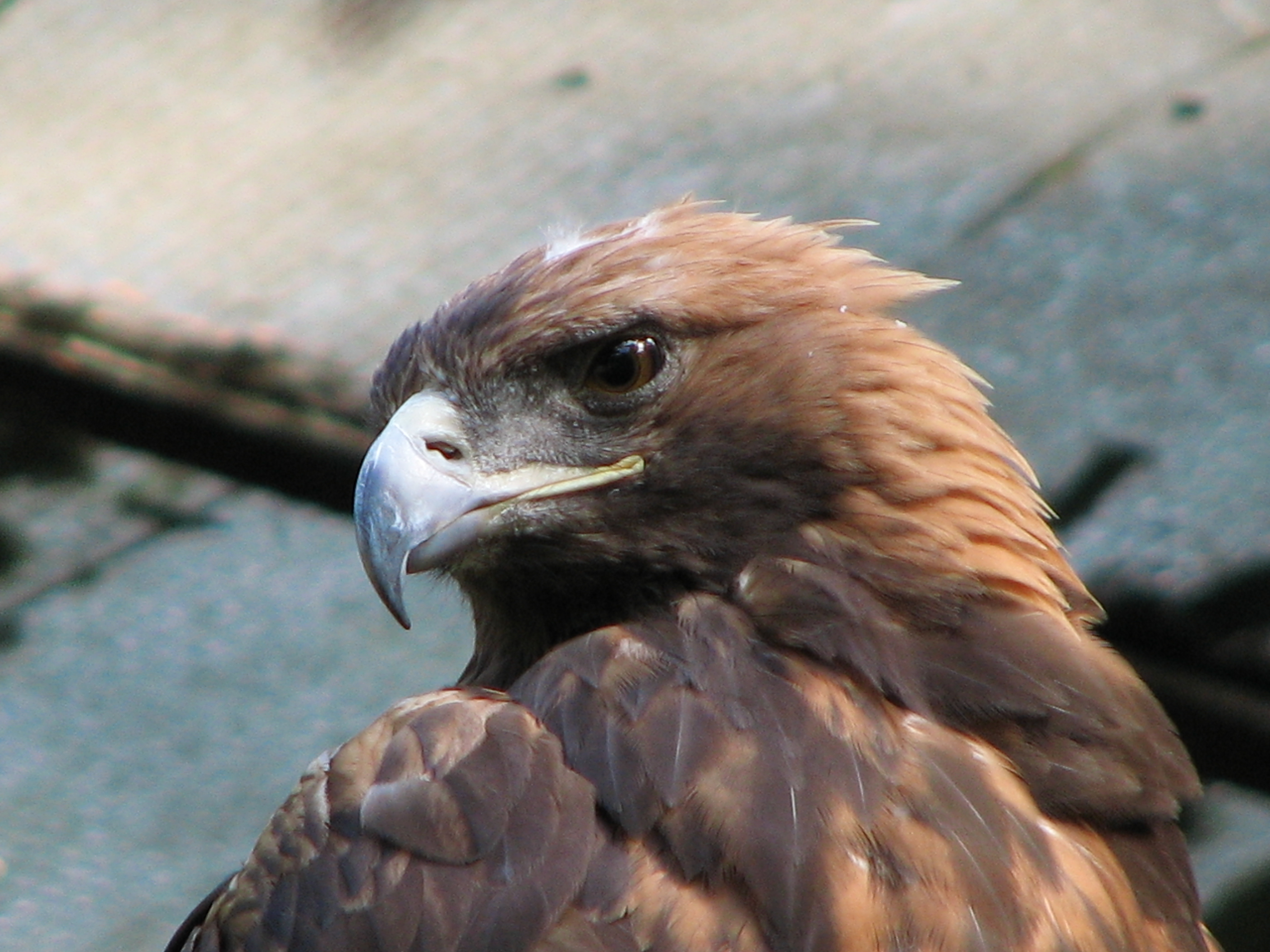
Laut der Volksetymologie bezieht sich „Albaner“ auf „shqipe“ (Adler), daher auch die Bezeichnung „Adlerssöhne“ (auf dem Foto ein Steinadler)

Für die Albaner existieren eine Reihe unterschiedlicher Selbst- und Fremdbezeichnungen. Manche dieser Namen stehen für die gesamte Ethnie, andere nur für Teile von ihr. Die Bedeutung mancher Namen hat sich im Laufe der Zeit verändert.
Der Name „Albaner“ (lateinisch Albani, altgriechisch Ἀλβανόι Albanoi oder Ἀλβάνιοι Albanioi) war schon in der Antike gebräuchlich. Er bezeichnete einen illyrischen Stamm, dessen Wohnsitze nordöstlich der Stadt Dyrrachium (heute Durrës) lagen, also im heutigen Albanien. Diese Bezeichnung, „Albaner“, geht vom italienischen „Albanesi“ aus, die sich bald in fast alle anderen europäischen Sprachen verbreitete. Dem im Deutschen heute veralteten Terminus „Albanesen“ merkt man die italienische Herkunft noch an.
Die Selbstbezeichnung der Albaner ist seit der Nationalbewegung im 18. und 19. Jahrhundert „Shqiptarët“. Diese ist etymologisch von shqiptoj, „aussprechen“, herzuleiten. Nur eine Volksetymologie ist dagegen die Ableitung von albanisch shqipe, „Adler“, die durch die Metapher „Adlersöhne“ bekannt ist und Assoziationen mit Skanderbegs Adler auf der albanischen Fahne weckt. Wie im Deutschen wird die Bezeichnung Skipetaren auch in anderen Sprachen als Synonym für die Albaner übernommen.
„Arbëresh“ (toskisch) oder „Arbër“/„Arbën“ (gegisch) waren im Mittelalter die Selbstbezeichnungen der Albaner, die während der Zeit der Osmanen ungebräuchlich wurden. Heute werden nur mehr die Albaner in Süditalien, deren Vorfahren ab dem 14. Jahrhundert eingewandert sind, Arbëresh genannt. Arbër/Arbën ist bei den heutigen Albanern ein gebräuchlicher Vorname, und als Ortsname lebt das alte Ethnonym als Arbanasi fort.
„Arvaniten“ (neugriechisch Αρβανίτες Arvanítes) war die griechische Bezeichnung für „Albaner“. Die griechische Form des Ethnonyms ist die genaue Entsprechung des albanischen Arbër. Als Arvanite (mittelgriechisch Ἀρβανίται) tauchten die Albaner erstmals in byzantinischen schriftlichen Quellen auf. Heute werden nur noch die Nachfahren der im Mittelalter in das Gebiet des heutigen Griechenlands eingewanderten Albaner als Arvaniten bezeichnet.
Das türkische „Arnavutlar“ ist von Arbër bzw. Ἀρβανίται Arvaníte abgeleitet. Im 18. Jahrhundert wurde das türkische Ethnonym auch von europäischen Autoren übernommen. So entstand die deutsche Bildung Arnauten als ein weiteres Synonym für Albaner. Im Westen wurde der Begriff häufig exklusiv für die muslimischen Albaner verwendet.
Seit dem 15. Jahrhundert kam im Westen für die Albaner der lateinische Name „Epirotes“ (deutsch „Epiroten“) auf. Wie in der Renaissance üblich, suchte man nach einer antiken Parallele, und in den Albanern sah man die Nachfahren jener Völker, die in der antiken Landschaft Epirus gelebt hatten. Die Albaner wurden im westlichen Europa überhaupt erst im Mittelalter bekannt. Dies hing einerseits mit Skanderbeg, dem Epirotarum princeps, zusammen, der durch seinen Abwehrkampf gegen die Osmanen gesamteuropäische Popularität erlangte, andererseits aber mit der Auswanderung zahlreicher Albaner nach Italien, die auf diese Weise ins Blickfeld der westlichen Völker gerieten.
Als „Gegen“ oder „Tosken“ werden jeweils die Sprecher eines der beiden albanischen Hauptdialekte bezeichnet.
„Çamen“ (albanisch Çamët, griechisch Τσάμηδες Tsamides) heißen jene Albaner, die in Epirus südlich der Stadt Konispol leben oder gelebt haben. Die meisten Çamen sind während der Osmanenherrschaft zum Islam konvertiert. Aus ihren Siedlungsgebieten in Griechenland wurden sie zwischen 1914 und 1945 fast alle zur Auswanderung genötigt oder vertrieben. Einige Hundert wurden von griechischen Militaristen auch getötet, darunter Kinder, Ältere und Frauen.
Die Begriffe „Kosovo-Albaner“ (albanisch Shqiptarët e Kosovës) oder „Kosovaren“ (albanisch Kosovarët) entstanden im Laufe des 20. Jahrhunderts aus politischen Gründen. Sie dienen zur Abgrenzung von jenen Albanern, die zur Staatsnation der Republik Albanien gehören. Für die in Mazedonien und Montenegro lebenden Albaner gibt es keine eigenen Bezeichnungen, sie nennen sich selber „Shqiptarë“ („Albaner“; Mehrzahl unbestimmt).

## Siedlungsgebiet

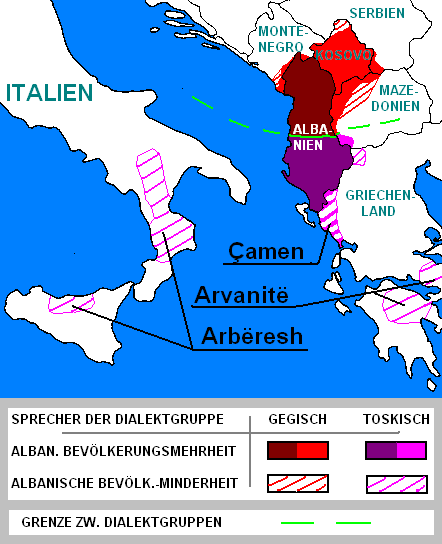
Albanisches Sprachgebiet in Südosteuropa und Süditalien

Das geschlossene albanische Siedlungsgebiet (alb. Shqiptaria) umfasst neben Albanien auch fast den gesamten Kosovo. Im Nordkosovo stellen die Serben jedoch die Bevölkerungsmehrheit. Am nordwestlichen Rand reicht das albanische Sprachgebiet bis nach Montenegro hinein. Die Gemeinde Gusinje, Ulcinj, das Städtchen Tuzi und der angrenzende, montenegrinische Teil der Landschaft Malësia e Madhe sind mehrheitlich albanisch besiedelt, desgleichen einige zu den Gemeinden Plav und Rožaje gehörige Orte. Im Osten reichen die ethnisch-albanischen Orte bei Preševo und Bujanovac bis nach Serbien hinein. In Nordmazedonien wird das Gebiet südlich von Preševo, sowie im Westen des Landes über Tetovo, Gostivar und Kičevo bis nach Struga mehrheitlich von einer albanischen Bevölkerung bewohnt. In Griechenland war die Küstenregion des Epirus südlich bis zum Fluss Acheron noch Anfang des 20. Jahrhunderts ursprüngliches Siedlungsgebiet der Çamen. Heute sind die Albaner dort wegen der Vertreibung durch die Griechen nun eine sehr kleine Minderheit geworden. Genaue Daten zu ihrer Anzahl sind nicht vorhanden.
Trotz der Grenzen konnte das albanische Volk größtenteils seine kulturelle Einheit bewahren. So kommt die nationale Identität vor allem in der Volkskultur mit ihren Trachten und ihrem Tanz zum Ausdruck. Aber auch in Literatur, Musik, Küche und anderen Bereichen gibt es unzählige Parallelen.

## Sprache
Das Albanische ist eine eigenständige Sprache der indoeuropäischen Sprachfamilie. Wesentliche Bestandteile im Hinblick auf Wortschatz und grammatische Struktur sind zum einen das altbalkanische Substrat, zum anderen das altgriechische, vor allem jedoch das darauf folgende lateinische Superstrat.
Zu Anfang des 11. Jahrhunderts n. Chr. entstanden die Urformen der beiden Hauptdialekte Gegisch und Toskisch, die beide in zahlreiche Unterdialekte zerfallen (siehe hierzu den Abschnitt Dialekte im Artikel Albanische Sprache). Der Fluss Shkumbin in Mittelalbanien bildet die ungefähre Grenze der beiden Dialektzonen. Südlich davon wird Toskisch, im Norden Gegisch gesprochen.
Im Mittelalter und in der frühen Neuzeit wurde Albanisch kaum geschrieben und unterrichtet. Noch im 20. Jahrhundert waren über 80 Prozent der Bevölkerung Albaniens Analphabeten. Die Einführung als Schrift- und Schulsprache ist ein Ergebnis der Nationalbewegung Rilindja im letzten Drittel des 19. Jahrhunderts. Die Vereinheitlichung der geschriebenen Hochsprache war ein langwieriger Prozess, der mit einem gesamtalbanischen Rechtschreibkongress in Tirana 1972 und dem auf dieser Basis 1980 erschienenen Wörterbuch zu einem vorläufigen Abschluss gekommen war. Die Albaner im Kosovo, Mazedonien, Montenegro und Serbien haben diese vor allem an den toskischen Formen orientierte Einheitsschriftsprache übernommen, sprechen im Alltag aber vorwiegend ihre gegischen Dialekte. In Albanien hat das Schulwesen entscheidend zur heute weiten Verbreitung der Hochsprache beigetragen.
Seit den politischen Veränderungen zu Beginn der 1990er Jahre haben die Diskussionen um sprachliche Normen wieder zugenommen. Mittlerweile finden gegische Formen stärkere Berücksichtigung in der Hochsprache (vor allem im Kosovo). Die intensiven Migrationsbewegungen innerhalb Albaniens durch die Landflucht, vor allem in den zentralen Ballungsraum Tirana-Durrës, und auch die vermehrte Nutzung moderner Medien, bewirken gegenwärtig einen raschen Rückgang der dialekten Unterschiede und der Zahl der Dialektsprecher überhaupt.

## Geschichte

### Ethnogenese
Die Vorfahren des im Mittelalter entstandenen albanischen Volkes sind Angehörige der antiken nur zum Teil romanisierten Bevölkerung Südosteuropas (finden sich doch zum Beispiel in der albanischen Sprache viele lateinische Wörter, weniger jedoch altgriechische). In Frage kommen dabei vor allem die Illyrer oder die Daker.
Die Hypothese der illyrischen Abstammung geht von einer im albanischen Hochland verbliebenen illyrischen Restbevölkerung aus, die dort die Umwälzungen der Völkerwanderung (4. bis 6. Jahrhundert) überdauert hat. Sie stützt sich vor allem auf Ähnlichkeiten zwischen illyrischer und albanischer Sprache sowie die hohe Dichte altbalkanischer Toponyme in der fraglichen Region. Hinzu kommt die entsprechende Deutung einiger spärlicher Hinweise aus der antiken Literatur: Zum Beispiel werden bei Ptolemäus die illyrischen Albanoi und die Stadt Albanopolis genannt.
Die Hypothese der dakischen Abstammung geht davon aus, dass die Vorfahren der Albaner aus dem Nordosten zugewandert sind und es sich bei ihnen um kaum romanisierte Daker handelt. Die Vertreter dieser Theorie begründen dies mit einigen lexikalischen und grammatischen Gemeinsamkeiten der rumänischen und albanischen Sprache, die auf ein altbalkanisches Substrat zurückgehen.
Gottfried Schramm formulierte die These, dass die Albaner von dem thrakischen Stamm der Bessen abstammen, der durch eine sehr frühe Übernahme des Christentums seine thrakische Sprache bewahrt habe.
Daneben gibt es die These, die sowohl eine illyrische als auch eine thrakische Herkunft zurückweist. Danach ist das Albanische die Fortsetzung eines altbalkanischen Idioms, das nicht mit dem Illyrischen oder Thrakischen gleichzusetzen ist, sondern mit einer dritten, nicht überlieferten Sprache.
Zum ersten Mal erwähnten an der Wende vom 11. zum 12. Jahrhundert die byzantinischen Historiographen Michael Attaleiates und Anna Komnena einen Arvanite bzw. Arber genannten Volksstamm. Die Ethnogenese der Arbanitai hatte sich in den Jahrhunderten davor im westlichen Grenzbereich zwischen dem Bulgarischen und dem Byzantinischen Reich in den Gebirgsregionen an den Flüssen Mat und Drin (Region um Mirdita) vollzogen. Dieses Gebiet wurde lange von keinem der beiden Reiche wirklich beherrscht und bot so einer eigenständigen Kultur, die wirtschaftlich auf transhumanter Weidewirtschaft basierte, Entfaltungsmöglichkeiten. Von der slawischen Landnahme am Ende der Völkerwanderungszeit (ab 6. Jahrhundert) war das nordalbanische Gebirgsland unberührt geblieben.
Ab dem 10. oder 11. Jahrhundert breiteten sich die Arvanitë (‚Arvaniten‘ oder ‚Albaner‘) langsam in Richtung Adriaküste und ebenso nach Süden und Osten aus. Dabei wurden sowohl balkanromanische als auch slawische Elemente in die entstehende albanische Ethnie integriert und teilweise assimiliert. Im Norden des albanischen Siedlungsgebiets mit der Metropole Bar als kirchliches Zentrum dominierte im Mittelalter der westliche Katholizismus, im Süden war die griechische (orthodoxe) Kirche (mit den Metropolen Dyrrachion und Ohrid) vorherrschend. 1198 werden die Albaner erstmals in slawischer Sprache in einer Urkunde des serbischen Fürsten Stefan Nemanja erwähnt. 1190 konnte Progon, Archon von Kruja, seinen Amtsbezirk von den Byzantinern unabhängig machen. Das erste Mal begründete ein albanischer Adeliger ein eigenes Fürstentum.
Weiterführende Darstellungen zu der albanischen Ethnogenese mit umfangreichen wissenschaftlichen Nachweisen findet sich in der albanisch- bzw. englischsprachigen Wikipedia.

### Spätmittelalter und Osmanisches Reich
Die albanischen Adligen haben im Mittelalter kein Reich begründen können, das ihr gesamtes Siedlungsgebiet oder auch nur wesentliche Teile davon umfasste. Es entstanden seit Ende des 13. Jahrhunderts eine Reihe kleinerer Fürstentümer unter albanischen Herrschern (Muzaka, Bue Shpata, Kastrioten, Thopia und andere, siehe dazu mehr in der Liste albanischer Adelsgeschlechter). Diese wurden aber mehr oder weniger stark von den benachbarten Mächten Epirus, Byzanz, Serbien, Venedig und Neapel, später auch von den Osmanen beeinflusst. Dies führte dazu, dass die Albaner schon vor der osmanischen Eroberung politisch, religiös und kulturell keine Einheit bildeten.
Das Fehlen einer eigenen mittelalterlichen Reichstradition sollte sich Jahrhunderte später bei der Herausbildung der modernen albanischen Nation bemerkbar machen. Die anderen südosteuropäischen Völker bezogen sich im 19. Jahrhundert bei der Bildung ihrer Nationen auf ihre mittelalterlichen Glanzzeiten. Dies stärkte nicht nur die nationale Identität von Serben, Griechen und Bulgaren, sondern lieferte den Politikern dieser Nationen auch die Begründung, mit der sie die albanisch bewohnten Gebiete für ihre expandierenden Staaten beanspruchten.
Seit dem Ende des 14. Jahrhunderts expandierten die Osmanen in die albanischen Länder. Nach einem Jahrhundert wechselvoller Kriege, unter denen insbesondere die erfolgreichen Abwehrkämpfe des Fürsten Skanderbeg mit seiner Liga von Lezha die historische Erinnerung der Albaner entscheidend geprägt haben, herrschten nach dem Fall von Shkodra (1479) die Türken mehr als 400 Jahre über Albanien und die angrenzenden Länder.
Die Konversion zum Islam erreichte ihre Hauptwelle im 15. Jahrhundert, als die ersten großen Moscheen entstanden oder Kirchen in solche umgewandelt wurden. In weiterer Folge konvertierten in den nächsten drei Jahrhunderten die meisten Albaner zum Islam.

### Entstehung der modernen albanischen Nation

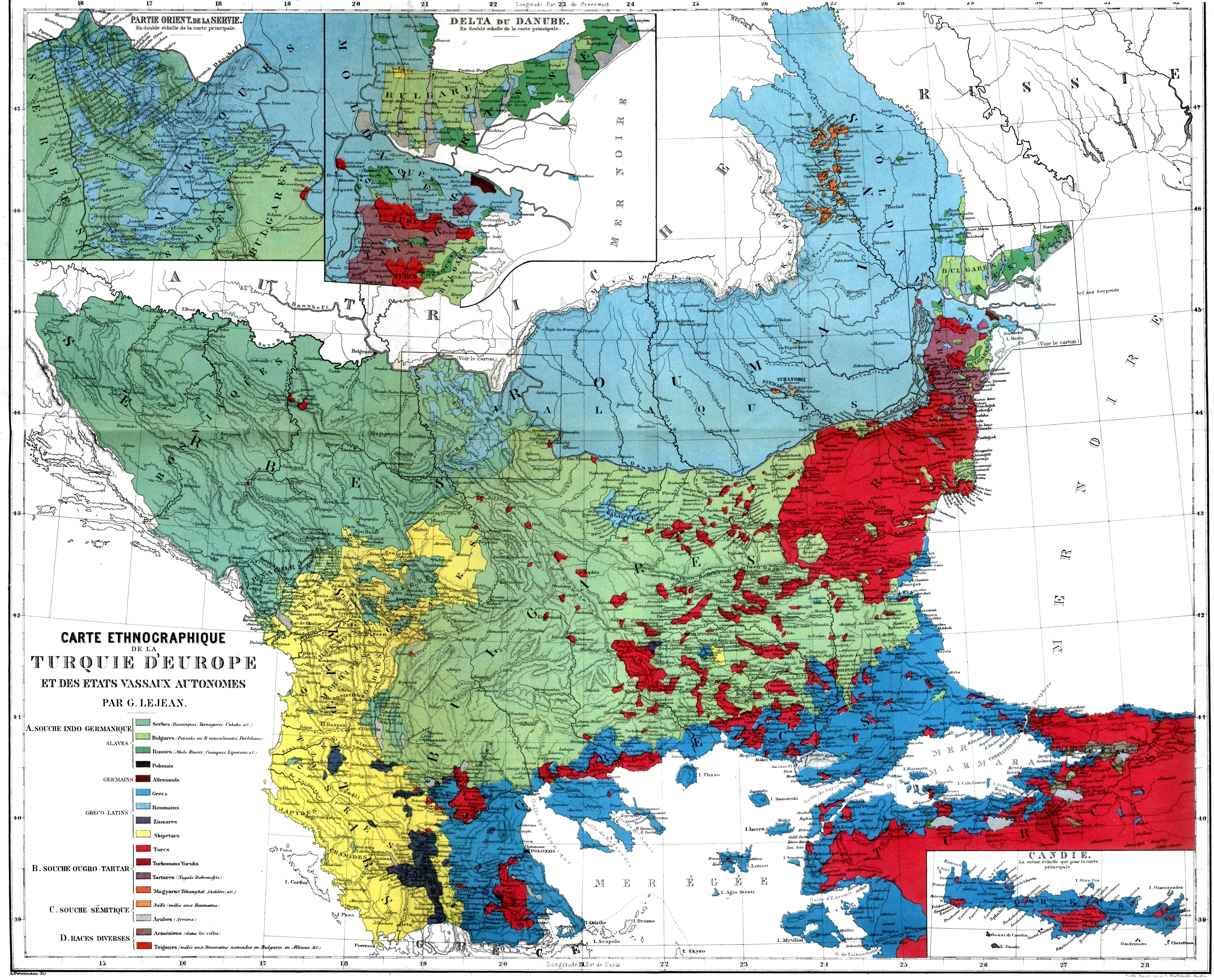
Ethnographische Karte des mittleren Balkans von 1861. Die Siedlungsgebiete der Albaner sind gelb dargestellt. Guillaume Lejean (1828–1878)

Um die Mitte des 19. Jahrhunderts begannen einzelne Intellektuelle, beeinflusst von westeuropäischem Denken über Kultur und Nation, an der Schaffung einer einheitlichen albanischen Schriftsprache zu arbeiten und die ersten Werke der modernen albanischen Literatur zu schaffen. In den folgenden Jahrzehnten entstanden sowohl in den albanischen Ländern als auch in den Zentren der Emigranten wie Konstantinopel, Bukarest, Boston und anderen albanische Kulturvereinigungen; manche von ihnen gaben eigene Zeitungen heraus. Bedeutend waren zum Beispiel die 1879 begründete Istanbuler Gesellschaft für den Druck albanischen Schrifttums (alb. Shoqëria e të shtypurve shkronja shqip), der Kulturverein Bashkimi in Shkodra und die Anfang des 20. Jahrhunderts entstandene Vereinigung Vatra in Boston. 1908 einigten sich Abgesandte aus allen albanischen Ländern und aus den Zentren der Diaspora während eines Kongresses in Monastir (heute Bitola) auf die ausschließliche Benutzung des lateinischen Alphabets mit einigen Sonderzeichen. Dies war eine wichtige Etappe bei der Schaffung einer gemeinsamen Schriftsprache.
Die drohende Aufteilung der noch existierenden osmanischen Provinzen auf dem Balkan unter die schon bestehenden Nationalstaaten in Südosteuropa wie Griechenland, Serbien, Bulgarien und Montenegro war 1878 der Auslöser der ersten politisch motivierten Nationalbewegung unter den Albanern. Die im gleichen Jahr gegründete Liga von Prizren wurde im Wesentlichen von reichen albanischen Grundbesitzern sowie muslimischen und katholischen Geistlichen getragen. Wesentliche Punkte des politischen Programms der Liga waren der Verbleib des gesamten Siedlungsgebiets der Albaner beim Osmanischen Reich, die Gründung einer autonomen albanischen Provinz mit eigener Steuerverwaltung, Gleichstellung der Religionen und Errichtung eines albanischsprachigen Schulwesens. Nachdem die Liga nicht zuletzt durch bewaffneten Widerstand dabei geholfen hatte, die weitere Expansion der benachbarten Balkanstaaten einzudämmen, wurde sie von der osmanischen Zentralmacht 1881 gewaltsam aufgelöst. Die innen- und kulturpolitischen Forderungen der Liga blieben bis Anfang des 20. Jahrhunderts unerfüllt. Nicht zuletzt deshalb entschlossen sich damals die Nationalisten der zweiten Generation, für die Errichtung eines albanischen Nationalstaats zu kämpfen.
Sowohl die kulturelle als auch die politische Nationalbewegung hatte das gesamte albanische Siedlungsgebiet erfasst, und zumindest die Angehörigen der oberen sozialen Schichten (Grundbesitzer, wohlhabende Stadtbürger, Kleriker) fühlten sich als Mitglieder einer gemeinsamen Nation, gleichviel, ob sie in Shkodra, Prizren, Dibra, Korça oder Janina lebten. Daran hat die Aufteilung der albanisch besiedelten Gebiete 1913 (außer zum neuen Albanien kamen große Gebiete an Serbien, Griechenland und Montenegro) nichts ändern können. Vor allem kulturell verstehen sich die Albaner in Albanien, Kosovo und den angrenzenden Gebieten bis heute als eine Nation, die im Kultur- und Kommunikationsraum der Albanosphäre zusammenwächst. In den Zeiten geschlossener Grenzen war hingegen die gemeinsame Sprache, Literatur und Kultur das einzige einigende Band. Die Kosovaren waren so auch in den Jahrzehnten nach dem Zweiten Weltkrieg an der Kodifizierung der modernen albanischen Schriftsprache beteiligt.

## Albanische Diaspora
| Die albanische Emigration im Laufe der Zeit | Die albanische Emigration im Laufe der Zeit                                                                      |
| ------------------------------------------- | --- |
| Zeitraum                                    | Zielgebiete |
| 13. bis 15. Jahrhundert                     | Mittel- und Südgriechenland, Kalabrien                                                                           |
| 15. bis 17. Jahrhundert                     | Süd- und Mittelitalien (einschließlich Sizilien)                                                                 |
| 18. Jahrhundert                             | Dalmatien, Abruzzen, Dobrudscha, Thrakien, Anatolien, Ukraine                                                    |
| 1850–1912                                   | Konstantinopel, Bukarest, Constanța, Triest, Sofia, Alexandria, Izmir, Thessaloniki                              |
| ab 1880                                     | Boston und New York                                                                                              |
| 1918–1965                                   | Vereinigte Staaten, Türkei                                                                                       |
| 1966–1989                                   | Slowenien, Kroatien, Belgrad, Vojvodina, Deutschland, Österreich, Schweiz, Türkei                                |
| 1990–2000                                   | Griechenland |
| seit 1990                                   | Italien, Vereinigte Staaten, Vereinigtes Königreich, Deutschland, Österreich, Schweiz, Schweden, Belgien, Kanada |

Die albanischen Regionen waren und sind wegen ihrer Armut seit vielen Jahrhunderten klassische Auswanderungsgebiete. Daneben waren oft auch religiöse und politische Unterdrückung Gründe für die albanische Emigration. Beginnend im 13. Jahrhundert haben zu allen Zeiten größere Gruppen von Albanern ihr angestammtes Siedlungsgebiet verlassen und sich anderswo angesiedelt. Die Auswanderer sind heute in sehr unterschiedlichem Maß mit dem albanischen Volk verbunden. Dies reicht graduell von einem über Jahrhunderte bewahrten ethnischen Bewusstsein inklusive der Benutzung und Weitergabe der albanischen Sprache bis hin zur völligen Assimilation, die sich mehr oder weniger schnell vollzogen hat.
Weil albanische Eltern den sozialen Status und die Integrationsmöglichkeiten ihrer Kinder im Ausland mit fremdländischen Namen stärken wollen, sind heute die traditionellen albanischen Vornamen in Albanien nicht mehr so gebräuchlich. So waren im Jahre 2014 unter den 20 beliebtesten Vornamen von Neugeborenen in Albanien kein einziger albanischer Name zu finden. Stattdessen werden zumeist ausländische, englische oder christliche (griechische und italienische) Namen vergeben.

### Arvaniten in Griechenland

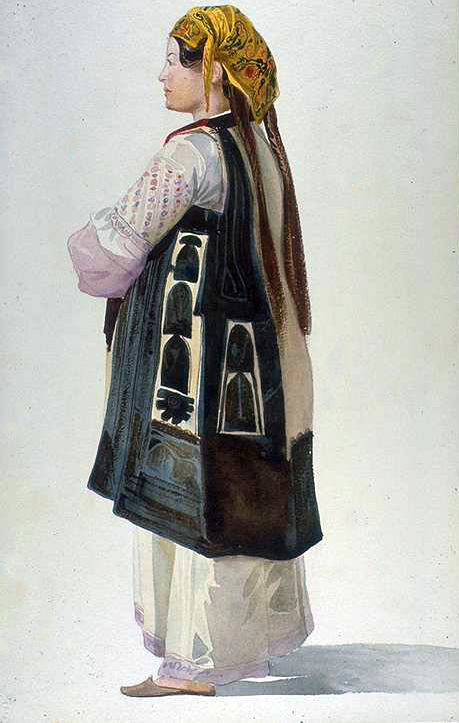
Albanische Bäuerin aus Athen. Charles Gleyre (1806–1874)

Im 13. Jahrhundert kamen die ersten Albaner auf Einladung lokaler Potentaten nach Griechenland. Sie waren als Bauern ebenso gefragt wie als Söldner für die Truppen des Herzogs von Athen, des Despoten von Morea und anderer Fürsten. Aber auch in eigener Regie ließen sich albanische Stämme in den durch die ständigen Kriege nur noch dünn besiedelten Regionen Thessalien, Böotien, Attika, auf der Peloponnes und auf einigen Ägäisinseln nieder. Sie siedelten dort in eigenen Dörfern. Allein in der Peloponnes werden um das Jahr 1400 etwa 10.000 siedelnde Albaner genannt, für 1450 werden sogar 30.000 gerechnet. Der Zustrom hielt bis ins 15. Jahrhundert hinein an. Die orthodoxen Tosken, die sich in Mittel- und Südgriechenland angesiedelt hatten, verloren schon bald den Kontakt zu ihren Ursprungsgebieten. Sie lebten inmitten der Griechen. In ihren Dörfern sprachen sie bis ins 20. Jahrhundert hinein albanische Dialekte, die freilich im Laufe der Zeit immer mehr griechische Elemente aufnahmen. Ein kleiner Teil der Arvaniten floh Ende des 15. Jahrhunderts vor den Türken nach Süditalien und verstärkte die dort entstandenen Albanergemeinden der Arbëresh.
Die Arvaniten nahmen seit dem 18. Jahrhundert an der Herausbildung der modernen griechischen Nation und am Befreiungskampf gegen die Türken aktiv Anteil. Ihre orthodox-christliche Identität ging wie auch bei den Griechen in ein modernes Nationalbewusstsein über. Seit der Gründung des griechischen Staats waren die arvanitischen Dialekte wenig angesehen, und im Laufe der Zeit wechselten die meisten Arvaniten zur griechischen Sprache. Dieser Prozess beschleunigte sich nach dem Zweiten Weltkrieg durch Landflucht und Urbanisierung. Heute sind nur noch Reste des Arvanitischen erhalten. Vor allem in der Folklore werden noch alte Traditionen gepflegt. Die Arvaniten, über deren Zahl sich keine sicherere Aussage machen lässt, betrachten sich größtenteils als Teil der griechischen Nation.

### Arbëresh in Italien
Die Arbëresh sind Nachkommen albanischer Emigranten, die im 15. und 16. Jahrhundert in mehreren Wellen nach Italien zogen. Anfangs handelte es sich noch um Söldner, die in Italien für verschiedene Könige von Neapel kämpften. Die meisten flohen aber vor den muslimischen Osmanen nach Süditalien. Der König von Neapel siedelte die neuen Untertanen in Kalabrien, Apulien und auf Sizilien vornehmlich in schwach besiedelten Gebieten an. 1743 kam es zu einer albanischen Auswanderung aus der Çameria.
Mit der Bulle von 1536 gab Papst Paul III. den Albanern in Italien volle Anerkennung innerhalb des Katholizismus. Während des Pontifikats von Papst Clemens XI. (1700–1721), der albanischer Herkunft war, und desjenigen von Clemens XII. (1730–1740) gab es ein wiederholtes Interesse seitens des Heiligen Stuhls gegenüber der byzantinischen Tradition in griechischer oder albanischer Sprache.
Viele der Gemeinden, in denen heute noch Arbëresh gesprochen wird, haben im Laufe der Jahrhunderte den byzantinischen Ritus verloren. Dies geschah unter dem Druck der religiösen und zivilen Behörden auf lokaler Ebene. Zirka die Hälfte der Arbëresh-Gemeinden sind in den ersten zwei Jahrhunderten zum lateinischen Ritus übergegangen. Der byzantinische Ritus hält sich vor allem in den Arbëresh-Gemeinden der Provinz Cosenza, in Kalabrien und in denen in der Umgebung von Piana degli Albanesi in Sizilien.
Gleichwohl haben sich im Laufe der Jahrhunderte viele Arbëresh assimiliert. Wegen seiner immer kleiner werdenden Anzahl an Sprechern gehört das Arbëresh zu den bedrohten Sprachen. Laut einer Schätzung von 2002 sprechen etwa 80.000 Menschen diese Sprache. Andere Schätzungen gehen von 260.000 (1976) und 100.000 (1987) aus.

### Arbanasi in Dalmatien

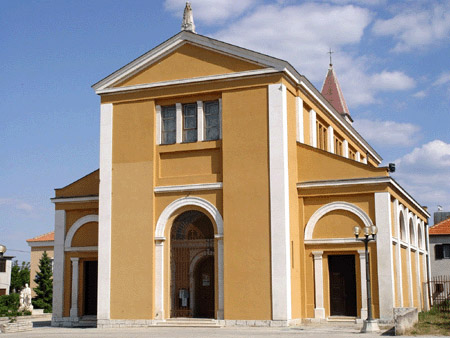
Die Kirche Madonna di Loreto in Arbanasi

1655 zog eine erste Gruppe orthodoxer Albaner nach Istrien in die Nähe von Pula.
Anfang des 18. Jahrhunderts wanderten 16 gegische katholische Familien aus der Gegend von Shkodra ins damals venezianische Dalmatien ein, weil zu dieser Zeit die Unterdrückung der Katholiken im Paschalik Shkodra zunahm. Sie kamen aus den Orten Brisk und Shestan am Westufer des Skutarisees und flüchteten ins Venezianische Albanien nach Kotor, wo sie vom Erzbischof Zmajević aufgenommen wurden. Der venezianische Generalprovveditore Nicolò Erizzo wies den 121 albanischen Flüchtlingen Siedlungsboden weiter im Norden in Dalmatien in der Nähe von Zadar zu, wo sie am 15. August 1726 das nach ihm benannte Dorf Borgo Erizzo gründeten. Der Ort wurde später nach seinen Bewohnern in Arbanasi umbenannt und ist mittlerweile ein Stadtteil von Zadar.
1727 kamen weitere 71 Personen aus sieben Familien ins venezianische Dalmatien, die in Zemunik Donji 15 Kilometer östlich von Zadar angesiedelt wurden. 1733 folgte eine weitere Gruppe von 28 Familien, insgesamt 150 Personen.
Während die Bevölkerung von Borgo Erizzo heute noch außer Kroatisch auch Albanisch und Italienisch spricht, assimilierte sich die von Zemunik mit der lokalen Bevölkerung.

### Albanische Mobilität im Osmanischen Reich
Die Mehrheit der Albaner sind, nachdem ihre Siedlungsgebiete Teil des Osmanischen Reiches geworden waren, in den folgenden Jahrhunderten zum Islam übergetreten. Als Angehörige der herrschenden Religion boten sich manchen von ihnen innerhalb des Reiches vielfältige Beschäftigungs- und Karrieremöglichkeiten im Heer, in der Verwaltung und in den religiösen Institutionen. Im Rahmen ihrer Tätigkeiten kamen sie in verschiedene Provinzen und in größerer Zahl auch in die Hauptstadt Konstantinopel. Lange Zeit assimilierten sie sich dort schnell an die türkischsprachige Umgebung. Viele von denen, die erst in der zweiten Hälfte des 19. Jahrhunderts aus Albanien gekommen waren, bewahrten sich im Zeitalter des Nationalismus ihr ethnisch-albanisches Bewusstsein. Ein Teil wurde in der albanischen Nationalbewegung aktiv. Anfang des 20. Jahrhunderts lebten tausende Albaner in Konstantinopel; bedeutende Albanergemeinden gab es auch in Thessaloniki, Smyrna und sogar Alexandria.

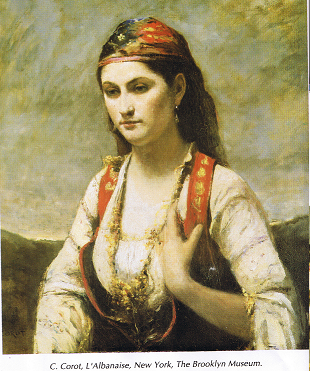
Camille Corot, Die Albanerin

Bis ins 18. Jahrhundert hinein haben sich größere Gruppen von Albanern weitab von ihren angestammten Siedlungsgebieten in anderen Provinzen des Osmanischen Reichs niedergelassen. Albanische Dörfer entstanden in der Dobrudscha, in Thrakien und in Anatolien. Bei den in der südlichen Ukraine angesiedelten Albanern handelte es sich aber um Aufständische, die aus dem Osmanischen Reich flüchten mussten. Die während der Osmanenzeit hier und dort entstandenen albanischen Gemeinden sind heute weitgehend an ihre Umgebung assimiliert.

### Emigration zur Zeit der Nationalbewegung (1878–1912)

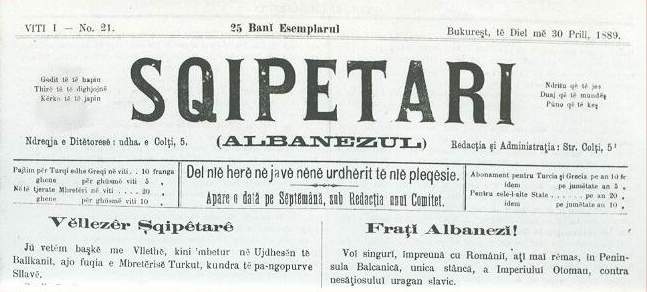
Albanische Zeitung aus Bukarest aus dem Jahre 1889

Im 19. Jahrhundert verließen Albaner ihre osmanisch beherrschte Heimat aus politischen Gründen, zum Beispiel weil sie wegen der Beteiligung an verbotenen nationalen Aktivitäten mit Gefängnis bedroht wurden. Einige hundert bis einige Tausend Mitglieder zählende Emigrantengemeinden entstanden in den rumänischen Städten Bukarest und Constanța, nach der bulgarischen Unabhängigkeit auch in Sofia. Viele blieben auch nach 1912 in Rumänien oder Bulgarien. Nach dem Zweiten Weltkrieg sind sie durch Assimilation und Weiterwanderung nach Amerika verschwunden.
Emigrationsziele einer größeren Zahl katholischer Albaner waren im 19. Jahrhundert Italien und Österreich-Ungarn. In Triest bildete sich eine größere albanische Gemeinde; auch sie ist in der Zwischenkriegszeit schnell assimiliert worden.
Ende des 19. Jahrhunderts begann die albanische Emigration in die Vereinigten Staaten. Zu Beginn wanderten zumeist orthodoxe Tosken in die Neue Welt aus. Sie ließen sich vor allem in Boston und New York nieder. Die meisten dieser frühen Einwanderer waren Analphabeten. Es gab aber auch eine kleine Gruppe Intellektueller, die sich intensiv für die muttersprachliche Bildung unter ihren Landsleuten engagierten. Die erfolgreiche Alphabetisierung – 1919 konnte mehr als ein Drittel der bis dahin 40.000 Einwanderer lesen und schreiben – war die Voraussetzung dafür, dass sich viele Emigranten kulturell und politisch für die albanische Nationalbewegung engagierten. Bald nach der Jahrhundertwende wurden die ersten Kultur- und Hilfsvereine gegründet. Seit 1906 bzw. 1907 erschienen die albanischsprachigen Zeitungen Kombi („Die Nation“) und Djelli („Die Sonne“). Auch die ersten Anfänge der orthodoxen albanischen Nationalkirche unter Fan Noli entstanden in den Vereinigten Staaten. Albanische Emigranten aus den USA nahmen 1908 am Kongress von Monastir teil. Im April 1912 wurde der albanisch-amerikanische Dachverband Vatra gegründet. Nach dem Ersten Weltkrieg waren in den USA lebende albanische Intellektuelle eine wichtige Lobby-Gruppe für die nationale Sache. Sie intervenierten erfolgreich bei Präsident Woodrow Wilson und dieser setzte sich auf der Pariser Friedenskonferenz für die Wiederherstellung des albanischen Staates ein.

### Emigration zwischen den Weltkriegen
Nachdem große Teile des albanischen Siedlungsgebiets 1912 infolge des Ersten Balkankriegs zu Serbien und zu Griechenland gekommen waren, übten die neuen Machthaber Druck auf die albanische Bevölkerung aus, das Land zu verlassen. Viele gingen nach Albanien, jeweils einige Tausend Kosovaren und Çamen emigrierten zwischen den Weltkriegen aber in die Türkei.
Von 1919 bis 1924 – dann begrenzte die US-Regierung die Zuwanderung – kamen 20–30 Tausend Albaner in die Vereinigten Staaten. Unter ihnen waren nun auch viele Gegen, Katholiken und Muslime. Neben wirtschaftlichen Gründen, spielte bei den Kosovaren auch die Unterdrückung durch die serbischen Eroberer eine Rolle. Unter den wenigen Emigranten der 30er Jahre waren einige, die wegen ihrer Gegnerschaft zum Regime Ahmet Zogus die Heimat verlassen mussten. Bis in die 40er Jahre blieben die Albaner in Amerika eng mit ihrem Herkunftsland verbunden. Ihr politisches und kulturelles Engagement bezog sich fast immer auf Albanien und innerhalb der jungen Diaspora-Gemeinde wurde fast nur Albanisch gesprochen.

### Albanische Emigration seit 1945

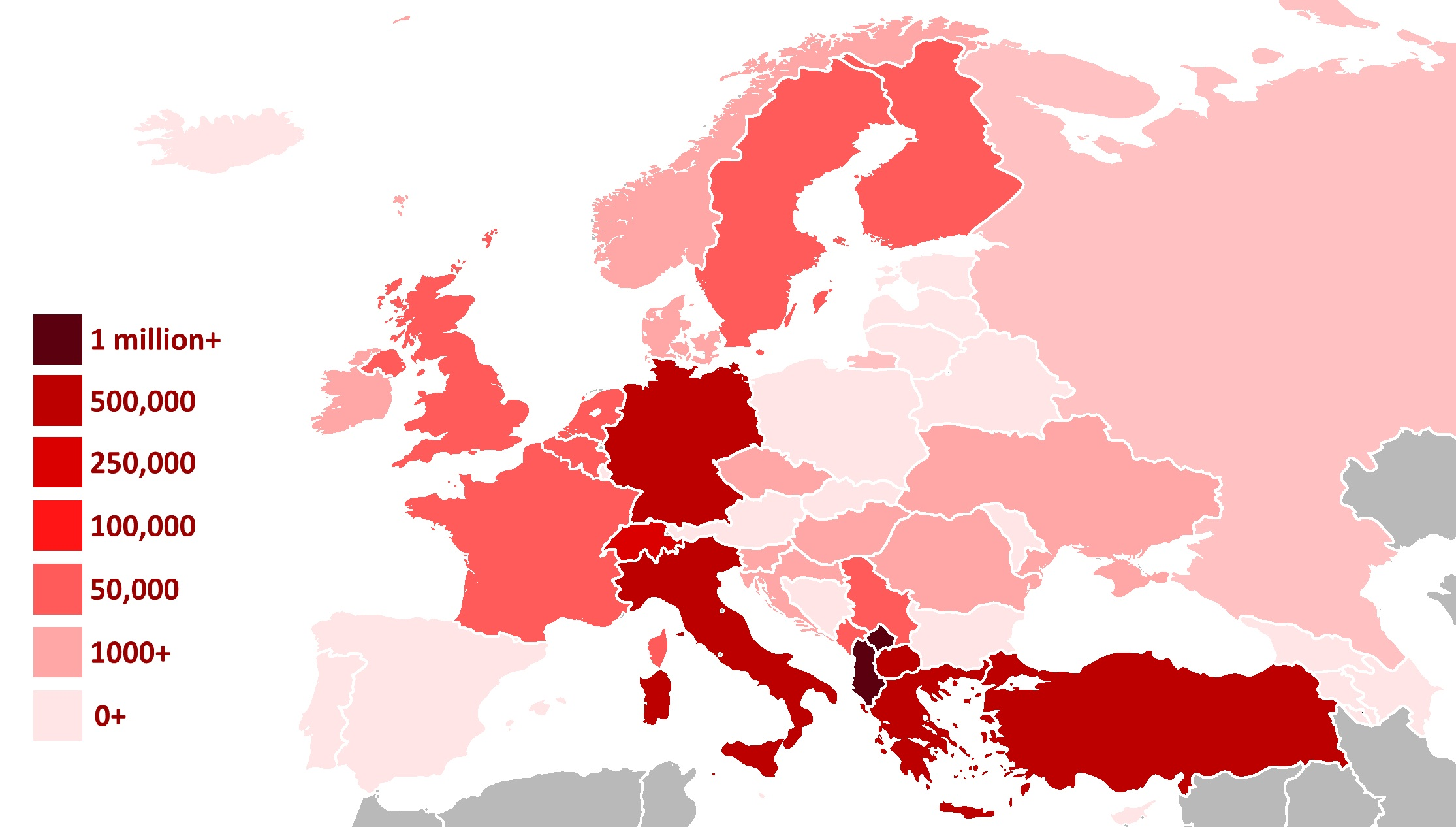
Albaner in Europa

Unmittelbar nach ihrer Machtübernahme begannen die Kommunisten Albaniens, vor allem die Angehörigen der alten intellektuellen und religiösen Eliten zu verfolgen. In den ersten Jahren nach dem Krieg konnten noch einige Tausend Gegner der Kommunisten das Land verlassen. Die meisten gingen in die USA, einige nach Italien, darunter auch Kollaborateure der italienischen Faschisten. Seit 1948 waren alle Grenzen geschlossen und scharf bewacht; Auswanderung war kaum mehr möglich.
Nach dem Zweiten Weltkrieg assimilierten sich die Albaner in Amerika mehr und mehr. Die Verbindungen zu ihren nun kommunistisch gewordenen Herkunftsländern waren weitgehend abgerissen. Hauptsprache in den Emigrantenfamilien war nun Englisch. Selbst im Gottesdienst der albanisch-orthodoxen Gemeinden trat das Englische neben das Albanische. Die Kinder und Enkel der Auswanderer beherrschten Albanisch oft nicht mehr. Albanischstämmige US-Bürger engagierten sich in der zweiten Hälfte des 20. Jahrhunderts auch in der amerikanischen Politik.
Im Kosovo wurden die Albaner weiterhin von den jugoslawischen Behörden unterdrückt. Zehntausende muslimische Albaner wanderten deshalb bis Mitte der 60er Jahre in die Türkei aus, die in jener Zeit als einziges Land Emigranten aus dem Kosovo aufnahm.
In den 70er Jahren waren die Kosovo-Albaner überproportional stark an der jugoslawischen Gastarbeiter-Migration in die Bundesrepublik Deutschland, die Schweiz und nach Österreich beteiligt. Etwa zur gleichen Zeit nahm auch die innerjugoslawische Migration zu. Kosovaren und Albaner aus Nordmazedonien siedelten sich in bis in die 80er Jahre hinein in den slowenischen und kroatischen Industriezentren und im Großraum Belgrad an.
Der Fall des kommunistischen Regimes in Albanien, die desolate Wirtschaftslage in Albanien, im Kosovo und in Mazedonien und nicht zuletzt der in einen Krieg mündende Kosovo-Konflikt haben zur größten Auswanderungswelle in der Geschichte des albanischen Volkes geführt. Es handelt sich um die größte Wanderungsbewegung in Europa seit den Vertreibungen der 1940er Jahre. Sie hat sowohl in den Herkunftsgebieten als auch in den wichtigsten Aufnahmeländern Griechenland und Italien nachhaltige Spuren hinterlassen.
Von 1989 bis 2004 haben rund eine Million Menschen Albanien verlassen, was rund einem Drittel der aktuellen Bevölkerung Albaniens entspricht. 1991/92 und 1997 waren aufgrund ökonomischer und politischer Krisen Jahre, in denen die Massenflucht nach Italien oder Griechenland ihre Höhepunkte erreichte. Obwohl danach Tausende in die Heimat zurückgeschickt wurden, haben sich bis 2001 über 440.000 Albaner in Griechenland angesiedelt. Dort stellen die Albaner 60 % aller Einwanderer. In der rasch wachsenden griechischen Wirtschaft übernahmen die Albaner vorwiegend die schlecht bezahlte Arbeit in der Landwirtschaft und im Bauwesen, für die sich keine einheimischen Arbeiter mehr fanden. Jedoch ist dort seit der Griechischen Finanzkrise 2010 ein neuer Trend zu beobachten, wonach viele Albaner nach Albanien zurückkehren, da sie im Gastland ihre Arbeitsstelle verloren haben. Nach Italien sind von 1990 bis Anfang 2006 etwa 350.000 Albaner eingewandert. Mittlerweile ist in Italien auch ein dichtes Netz albanischer Migrantenvereine entstanden. Auch die Türkei ist seit 1990 Zielland von Arbeitsmigranten aus Albanien.
Seit Ende der 80er Jahre haben über 400.000 Albaner das Kosovo aus wirtschaftlichen und politischen Gründen dauerhaft verlassen. Während des Kosovokrieges flohen hunderttausende Kosovaren außer Landes; die meisten von ihnen sind inzwischen nach Hause zurückgekehrt. Ein wichtiges Zielland der permanenten kosovarischen Auswanderung ist seit Jahrzehnten die Schweiz. Dort lebten im Jahr 2000 rund 95.000 Albaner. Größere albanische Diasporagemeinschaften gibt es auch in Deutschland, Österreich, Schweden und Großbritannien. Im Jahr 2000 wurden in den USA 113.661 Personen albanischer Abstammung gezählt. Auch die klassischen Einwanderungsländer Kanada und Australien waren in den vergangenen beiden Jahrzehnten Ziele albanischer Migranten. Die englischsprachigen Länder lassen seit dem Kosovokrieg jährlich eine begrenzte Zahl Albaner legal einwandern. Insgesamt ist die albanische Emigration in den vergangenen Jahren aber zurückgegangen. Hauptgründe dafür sind einerseits die ökonomische Stabilisierung in den Herkunftsländern und die stärkere Abschottung der wichtigsten Zuwanderungsländer im Schengen-Raum. Überdies hat ein Großteil der jungen und emigrationswilligen Bevölkerung Albanien und Kosovo schon längst verlassen; dadurch ist der Auswanderungsdruck gesunken.